# Мацутан-Мару
Мацутан-Мару (Matsutan Maru) — судно, яке взяло участь у операціях японських збройних сил в архіпелазі Бісмарка та на Каролінських островах. Також відоме як Шотан-Мару (Shotan Maru).
Судно, яке належало до типу Standard 1D, спорудили в 1943 (за іншими даними — у 1942) році в межах зусиль із компенсування втрат, завданих транспортному флоту країни.
25 грудня 1943 — 6 січня 1944 «Мацутан-Мару» у складі конвою № 3225 пройшло з Йокосуки (Токійська затока) на атол Трук у центральній частині Каролінських островів (тут ще до війни створили головну базу японського ВМФ у Океанії).
22—28 січня 1944-го судно з конвоєм № 1122 пройшло до Рабаула — головної передової бази в архіпелазі Бісмарка, з якої здійснювались операції на Соломонових островах та сході Нової Гвінеї. 30 січня — 4 лютого «Мацутан-Мару» повернулось на Трук в конвої № 2312.
17 лютого 1944-го по Труку завдало потужного удару американське авіаносне угруповання (операція «Хейлстоун»), яке змогло знищити в цьому рейді кілька бойових кораблів та близько трьох десятків інших суден, серед яких було й «Мацутан-Мару».
Дайвери, що спускались до решток судна, виявили три автокрани, снаряди до зенітних гармат, мішки з цементом та скляні пляшки (ймовірно, із саке).